# Список ныне живущих архиереев Грузинской православной церкви
В списке представлены ныне живущие архиереи Грузинской православной церкви.
Епископат Православной церкви Грузинской православной церкви насчитывает (на 30 июля 2022 года) 42 человека, из них 38 — епархиальные архиереи, в том числе Предстоятель Церкви католикос-патриарх Илия II, двое — титулярные архиереи, один — архиерей на покое и ещё один под запретом.
Список составлен в порядке старшинства епископской хиротонии (первая дата в скобках после имени).
Старейший по возрасту архиерей Грузинской православной церкви — католикос-патриарх Илия II (92 года, 1933 года рождения); самый молодой — епископ Сурамский и Хашурский Симеон (Цакашвили) (42 года, 1982 года рождения).

## Патриаршество Католикоса-ПатриархаЕфрема II

### Хиротонии 1963 года
1. Илия (Гудушаури-Шиолашвили), католикос-патриарх всея Грузии (26 августа 1963; на кафедре с 23 декабря 1977)

## Патриаршество Католикоса-ПатриархаИлии II

### Хиротонии 1981 года
1. Анания (Джапаридзе), митрополит Манглисский и Тетрицкаройский (15 марта 1981; на кафедре c 25 декабря 1992)

### Хиротонии 1982 года
1. Вахтанг (Ахвледиани), титулярный митрополит Цуртавский (2 августа 1982; на кафедре с 11 октября 2013)

### Хиротонии 1983 года
1. Зосима (Шиошвили), митрополит Цилканский и Душетский (11 октября 1983; на кафедре с 20 июля 1984)

### Хиротонии 1988 года
1. Георгий (Шаламберидзе), митрополит Ткибульский и Терджольский (14 октября 1988; на кафедре с 21 декабря 2006)

### Хиротонии 1992 года
1. Иов (Акиашвили), митрополит Урбнисский и Руисский (17 мая 1992; на кафедре с 21 октября 1996)
2. Даниил (Датуашвили), митрополит Чиатурский и Сачхерский (22 мая 1992; на кафедре c 21 декабря 2010)
3. Давид (Махарадзе), митрополит Алавердский (24 мая 1992; на кафедре с 1 сентября 1993)
4. Авраам (Гармелия), митрополит Западноевропейский (25 декабря 1992; на кафедре с 17 октября 2002)

### Хиротонии 1995 года
1. Иосиф (Киквадзе), митрополит Шемокмедский (7 апреля 1995; на кафедре со дня хиротонии)
2. Исаия (Чантурия), митрополит Никозский и Цхинвальский (9 апреля 1995; на кафедре со дня хиротонии)
3. Серафим (Джоджуа), митрополит, бывший Боржомский и Бакурианский (20 апреля 1995; на покое с 25 апреля 2016)

### Хиротонии 1996 года
1. Григорий (Бербичашвили), митрополит Потийский и Хобский (24 марта 1996; на кафедре со дня хиротонии)
2. Николай (Пачуашвили), митрополит Ахалкалакский, Кумурдойский и Карсский (29 марта 1996; на кафедре с 28 ноября 2002)
3. Феодор (Чуадзе), митрополит Ахалцихский, Тао-Кларджетский и Лазский (27 октября 1996; на кафедре с ноября 1998)
4. Савва (Гигиберия), митрополит Хонский и Самтредский (4 ноября 1996; на кафедре со дня хиротонии)
5. Димитрий (Шиолашвили), митрополит Батумский и Лазский (8 ноября 1996; на кафедре со дня хиротонии)
6. Антоний (Булухия), митрополит Ванский и Багдатский (11 ноября 1996; на кафедре со дня хиротонии)

### Хиротонии 1998 года
1. Герасим (Шарашенидзе), митрополит Зугдидский и Цаишский (29 марта 1998; на кафедре со дня хиротонии)
2. Давид (Тикарадзе), титулярный архиепископ Адишский (14 октября 1998; на кафедре с 11 октября 2013)
3. Андрей (Гвазава), митрополит Горийский и Атенский (18 октября 1998; на кафедре с 11 октября 2013)

### Хиротонии 2002 года
1. Петр (Цаава), митрополит, бывший Чкондидский (17 октября 2002; смещён с кафедры и под запретом с 31 октября 2019)
2. Стефан (Калаиджишвили), митрополит Цагерский и Лентехский (27 октября 2002; на кафедре со дня хиротонии)
3. Иларион (Китиашвили), митрополит Местийский и Верхне-Сванетский (3 ноября 2002; на кафедре со дня хиротонии)

### Хиротонии 2003 года
1. Евфимий (Лежава), архиепископ Гурджаанский и Велисцихский (24 августа 2003; на кафедре со дня хиротонии)
2. Лука (Ломидзе), архиепископ Сагареджойский и Ниноцминдский (27 августа 2003; на кафедре со дня хиротонии)
3. Иегудиил (Табатадзе), архиепископ Степанцминдский и Хевский (28 августа 2003; на кафедре c 21 декабря 2006)
4. Зинон (Иараджули), архиепископ Дманисский и Агарак-Таширский (30 августа 2003; на кафедре со дня хиротонии)
5. Шио (Муджири), митрополит Сенакский и Чхороцкуйский, местоблюститель патриаршего престола (7 сентября 2003; на кафедре со дня хиротонии)

### Хиротонии 2006 года
1. Ефрем (Гамрекелидзе), архиепископ Болнисский (21 декабря 2006; на кафедре со дня хиротонии)
2. Спиридон (Абуладзе), архиепископ Схалтский (24 декабря 2006; на кафедре со дня хиротонии)

### Хиротонии 2008 года
1. Иоанн (Гамрекели), митрополит Кутаисский и Гаэнатский (14 сентября 2008; на кафедре с 31 октября 2019)

### Хиротонии 2009 года
1. Мелхиседек (Хачидзе), епископ Маргветский и Убисский (3 мая 2009; на кафедре с 27 октября 2013)

### Хиротонии 2010 года
1. Иаков (Якобашвили), епископ Бодбийский (9 мая 2010; на кафедре с 23 апреля 2012)

### Хиротонии 2013 года
1. Михаил (Габричидзе), епископ Тианетский и Пшав-Хевсуретский (20 октября 2013; на кафедре со дня хиротонии)
2. Симеон (Цакашвили), епископ Сурамский и Хашурский (11 ноября 2013; на кафедре со дня хиротонии)
3. Георгий (Джамделиани), епископ Марнеульский и Худжабский (23 ноября 2013; на кафедре со дня хиротонии)
4. Иоанн (Шомахия), епископ Марткопский и Гардабанский (1 декабря 2013; на кафедре с 12 января 2015)
5. Григорий (Кация), епископ Цалкский (4 декабря 2013; на кафедре с 12 января 2015)

### Хиротонии 2014 года
1. Досифей (Богверадзе), епископ Бельгийский и Голландский (15 июня 2014; на кафедре со дня хиротонии)
2. Савва (Инцкирвели), епископ Северо-Американский (22 июня 2014; на кафедре со дня хиротонии)

### Хиротонии 2015 года
1. Вахтанг (Липартелиани), епископ Никорцминдский (1 июня 2015; на кафедре со дня хиротонии)

## Избранные в архиереи
1. Димитрий (Тетруашвили), архимандрит, избранный епископом Кахским и Курмухским (избран 3 июля 2014; хиротония отложена)

## Архиереи Грузинской православной церкви, запрещённые в служении
1. Христофор (Цамалаидзе), бывший митрополит Урбнисский и Руисский (19 августа 1979; повторно запрещён в служении 15 августа 1995)